# حليب قنب
حليب القنب (بالإنجليزية: Hemp milk)‏ أو حليب بذور القنب (بالإنجليزية: hemp seed milk)‏ هو حليب نباتي، يُصنع من بذور القنب التي تُنقع وتُطحن في الماء. يُشبه الحليب من حيث اللون والملمس والنكهة، ويمكن أن يُحلى أو يُضاف إليه نكهات.

## التصنيع
يتطلب التصنيع بذور القنب، والماء، ومحضرة الطعام أو العصارة. العديد من الوصفات تتطلب الفانيليا المطحونة أو مستخلص الفانيليا لإضافة النكهة ونوع من المحليات. بعد خلط جميع المكونات، يقوم بعض الأشخاص بصب حليب القنب عبر قطعة قماش جبن ومنخل للحصول على قوام حليبي أنعم وأكثر تنقية، لكن هذه العملية اختيارية.